# 살메테롤

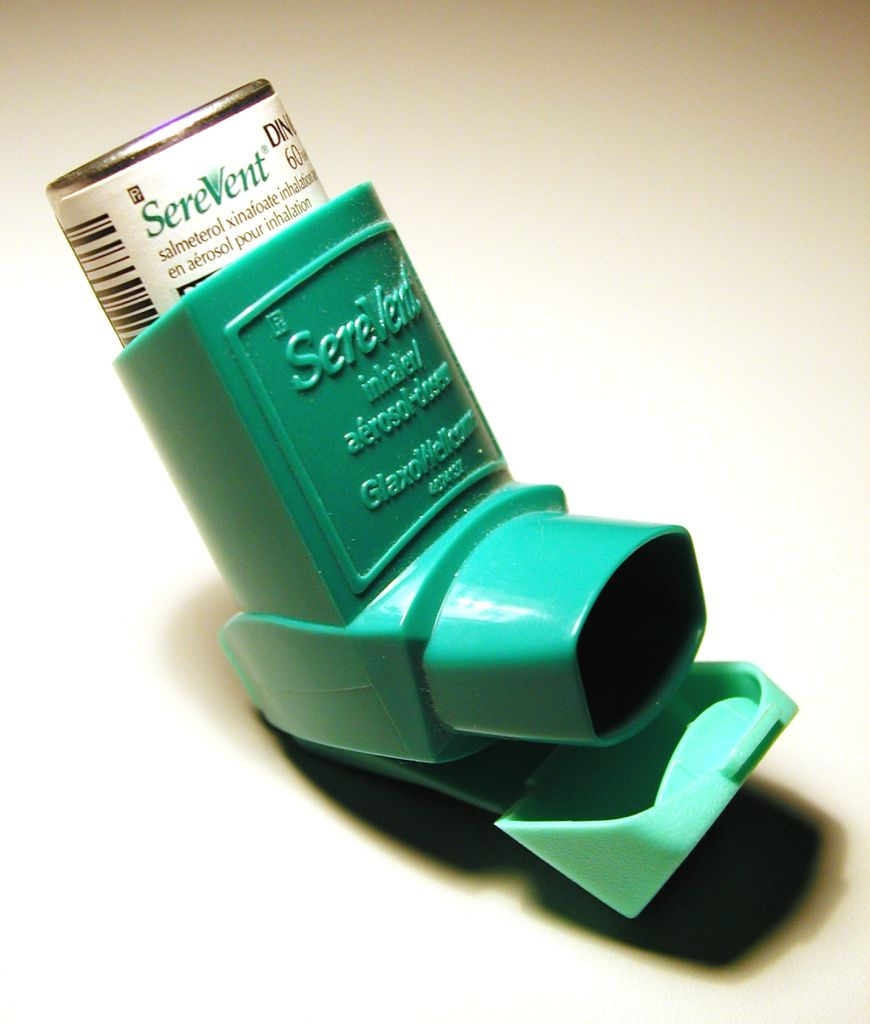
살메테롤이 들어있는 흡입기구. 현재는 시장에 판매되지 않는다.

살메테롤(Salmeterol)은 오래 지속되는 베타-아드레날린 수용체 작용제이며 현재 천식 및 만성 폐쇄성 폐질환 (COPD)의 치료에 쓰인다. 현재 정량 흡입기 (MDI)로나 디스크 형태의 흡입 보조 기구로 이 약물을 흡입할 수 있다.

## 역사
살메테롤은 글락소스미스클라인이 시장에 내놓아 판매하고 있다. Serevent가 1990년에 출시하였으나 이 제품은 영국의 Allen & Hanburys에 라이선스가 있다.

## 같이 보기
- 천식